# Namie
Namie (jap. 浪江町 Namie-machi) – miasto w Japonii, na wyspie Honsiu, w prefekturze Fukushima. Według danych na rok 2020 miejscowość zamieszkiwało 1 923 mieszkańców , a gęstość zaludnienia wyniosła 8,6 os./km².